# Мёрт
Мёрт (фр. Meurthe) — река во Франции.
Находится на северо-востоке страны. Мёрт является одним из правых притоков реки Мозель. Река берёт своё начало в горах Вогезы. Впадает в реку Мозель в Помпеи вблизи г. Нанси.
Река Мёрт с зимним паводком, с декабря по март включительно максимум в январе-феврале. Самый низкий уровень воды в реке летом, в период с июля по сентябрь включительно.
Длина 161 км. Площадь бассейна 3085 км². Имеет ряд мелких притоков (левые — Мортань, Тентруэ, Петит-Мёрт, Вальданж, правые — Амезюль, Санон, Везуза, Плен, Рабодо, Юр, Фав, Робаш, Роанн, Гремийон. Питание реки в основном дождевое.